# Sekulární humanismus

"Happy Human" symbol sekulárního humanismu

Sekulární humanismus je filozofie, světonázor nebo životní postoj, který vyzdvihuje rozum, vědecké poznání, sekularní etiku, filozofický naturalismus a odmítá náboženské dogma, nadpřirozeno nebo pověry jako základ morálního rozhodování.